# Markus Schleinzer
Markus Schleinzer est un directeur de casting (régisseur de distribution), acteur et réalisateur autrichien né le 8 décembre 1971 à Vienne. En 2011, il met en scène son premier film Michael en sélection au festival de Cannes 2011.

## Filmographie sélective

### Comme réalisateur
- 2011 : Michael
- 2018 : Angelo (de)

### Comme acteur
- 2019 : Nevrland de Gregor Schmidinger (en) : le psy
- 2024 : Veni Vidi Vici de Daniel Hoesl et Julia Niemann :